# 7363-as mellékút (Magyarország)
A 7363-as számú mellékút egy közel tíz kilométer hosszú, négy számjegyű országos közút Zala vármegye középső részén. A megyére jellemző észak-déli irányú völgyek egyikében, a Szévíz-patak völgyében húzódik a térség két másodrendű főútja, a 75-ös és a 76-os főutak között, és egyrészt a völgyben fekvő települések összekötését, másrészt az említett főutakkal való összekapcsolását biztosítja.

## Nyomvonala
A 75-ös főútból ágazik ki, annak 27,600-as kilométerszelvényénél, Pölöske területén, észak felé; egyenes folytatása a déli irányban egy önkormányzati út, amely Kismezőpuszta településrész főutcájaként húzódik annak legdélebbi házaiig. Petőfi Sándor utca nevet visel végig a településen, amelynek házait csak 2,2 kilométer után hagyja el.
3,9 kilométer után lép át Búcsúszentlászló területére, ugyanott kiágazik belőle, delta csomópontban a 73 228-as út, ami a zsákfalunak számító Nemesszentandrás központjáig vezet és ott ér véget, 1,9 kilométer után. (A delta ugyan csak egy kőkeresztet fog közre, de az alig 40 méter hosszú északkeleti ága így is önállóan számozódik, 73606-os útszámmal.)
4. kilométerénél az út már búcsúszentlászlói lakott területen halad, Széchenyi István utca néven. A falu központjában, 5. kilométere után kiágazik belőle, ismét kelet felé egy alsóbbrendű út: ez a 73 227-es út, amely a zsákfalunak számító Nemessándorházára vezet, de erről érhető el a Szombathely–Nagykanizsa-vasútvonal Búcsúszentlászló vasútállomása is. Innentől az út neve Petőfi Sándor utca, a falu széléig, amit a 6. kilométere után ér el.
6,4 kilométer után már Nemeshetés külterületén jár az út, amikor kiágazik belőle, ezúttal nyugati irányban a 73 226-os út, ez vezet, majdnem 3 kilométeres, kanyargós útvonalon az ugyancsak zsákfalunak számító község lakott területére. A 6,750-es kilométerszelvénytől Kisbucsa következik, aminek lakott területeit szintén nem érinti az út: 8,2 kilométer után ágazik ki belőle, jelöletlen elágazással egy számozatlan önkormányzati út kelet felé, ez vezet a községbe.
8,7 kilométer után éri el az út Alsónemesapáti határát, ahol úgyszintén csak külterületen halad, és itt ér véget, több kilométerre délre a település lakott területeitől, beletorkollva a 76-os főútba, annak 46,300-as kilométerszelvényénél. Ezen a vidéken a 76-os főút egy rövid szakaszon északi irányba húzódik, de kevesebb, mint 1 kilométer után újból nyugatnak fordul, a 7363-as út eddigi északi irányát pedig innen a 7354-es út viszi tovább a völgy északabbi részein, egészen a 7328-as útig, Alibánfáig.
Teljes hossza, az országos közutak térképes nyilvántartását szolgáló kira.gov.hu adatbázisa szerint 9,633 kilométer.

## Települések az út mentén
- Pölöske
- Búcsúszentlászló
- (Nemeshetés)
- (Kisbucsa)
- Alsónemesapáti

## Története
Biztos, hogy a magyar középkor korai szakaszában is vezetett már út ugyanebben a völgyben, ehhez hasonló nyomvonalon. A korabeli vármegyei úthálózat leírásánál említenek egy utat, amely Pölöske és Henye (Pethőhenye) közt, vagyis ebben a völgyben húzódott; ahol Pölöske vámhely is volt, és az út Henye vámjánál kapcsolódott be a Zalaegerszeg-Sümeg közti „nagy útba” (a mai 7328-asba). Pölöske vámját 1430-ban is említik.